# Geografía de Bogotá

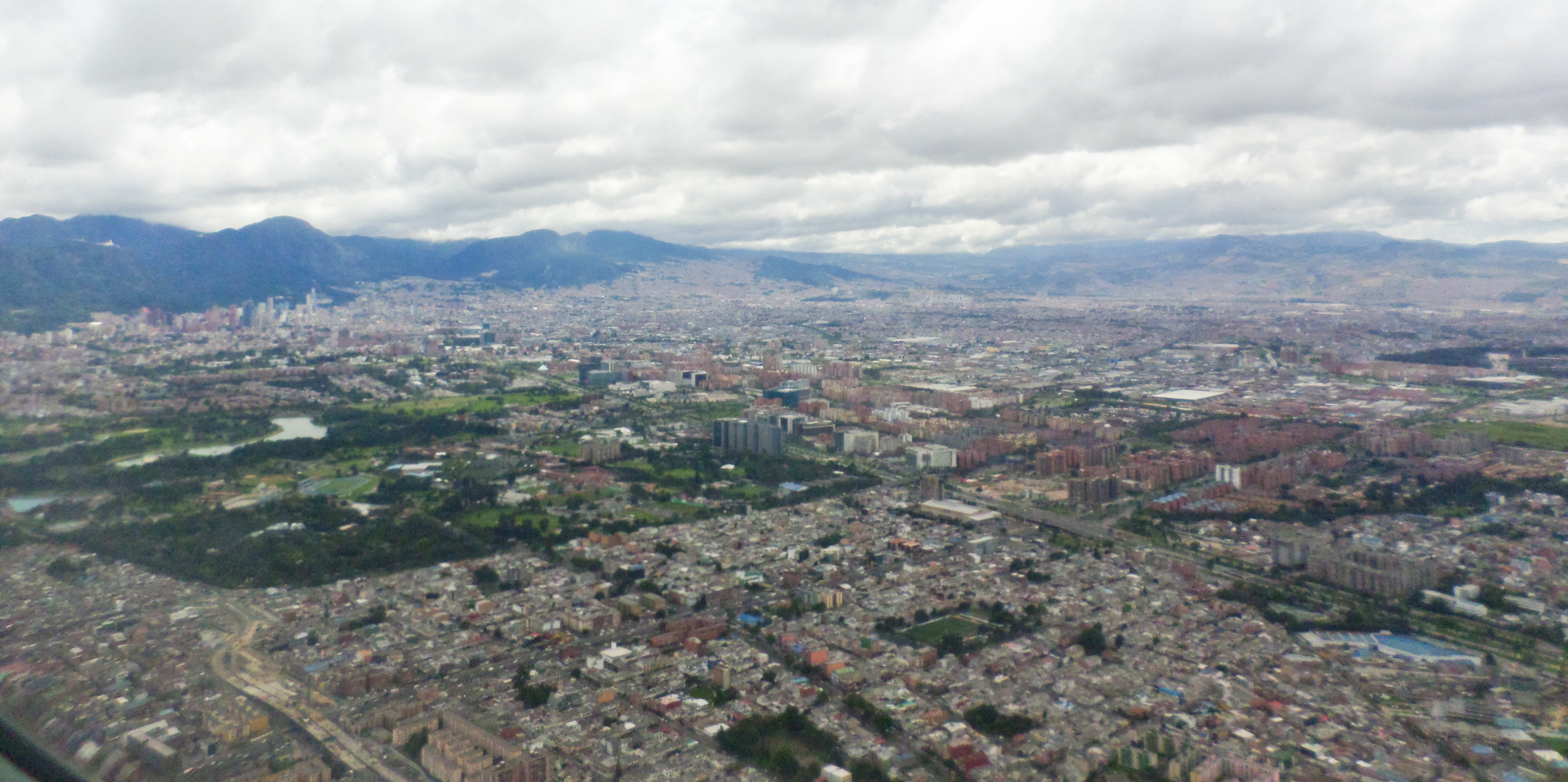
Vista aérea

La ciudad de Bogotá está situada en la sabana del mismo nombre, sobre el altiplano cundiboyacense de la cordillera Oriental de los Andes a una altitud de 2650 m s. n. m. y en sus puntos más altos hasta 4500 m s. n. m. EL Distrito Capital de Bogotá tiene un área total de 1775 km² (incluyendo la localidad de Sumapaz) y un área urbana de 307,39 km² (en 1996). El suelo que constituye el territorio donde se asienta la ciudad es principalmente proveniente del período cuaternario y antiguamente fue un lago, de esto dan evidencia los humedales que cubren algunos sectores no urbanizados de la sabana. Cuando llegaron los primeros conquistadores este territorio estaba cubierto de pantanos.

## Ubicación

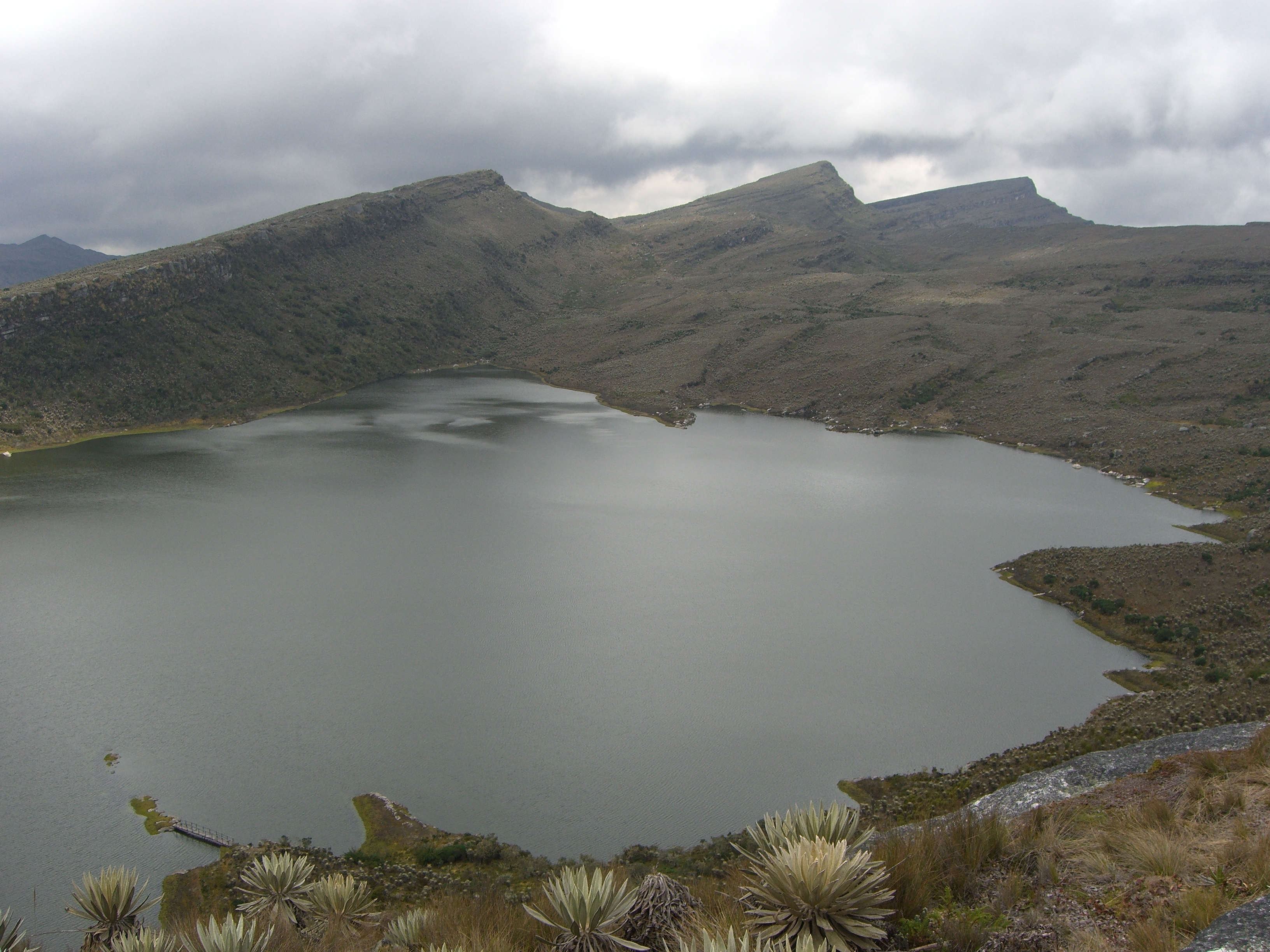
Laguna Chisacá en los cerros Orientales.

La ciudad de Bogotá se encuentra en las coordenadas 4°35′56″N 74°04′51″O, en la Cordillera Oriental, en la zona septentrional de los Andes ubicada en el centro de Colombia. El centro de la ciudad se encuentra sobre una meseta irregular aún en formación, y los barrios más urbanos y sitios más turísticos de Bogotá se encuentran en la cordillera de los Andes. Limita al norte con el municipio de Chía, al oriente con los cerros Orientales en los municipios de La Calera, Choachí y Ubaque, al sur con el Páramo de Sumapaz y al occidente con Mosquera y Funza

## Medio ambiente
La mayoría de los humedales de la región de Bogotá han desaparecido. Cubrían casi 50 000 hectáreas en la década de 1960, en comparación con sólo 727 en 2019, es decir una tasa de desaparición del 98%.

## Hidrografía
Existen más de 200 cuerpos de agua en el área metropolitana de la ciudad de Bogotá. Quebradas, ríos, canales, y humedales forman parte de la zona de ronda hidráulica y conforman un sistema de drenaje de lluvias para la ciudad.

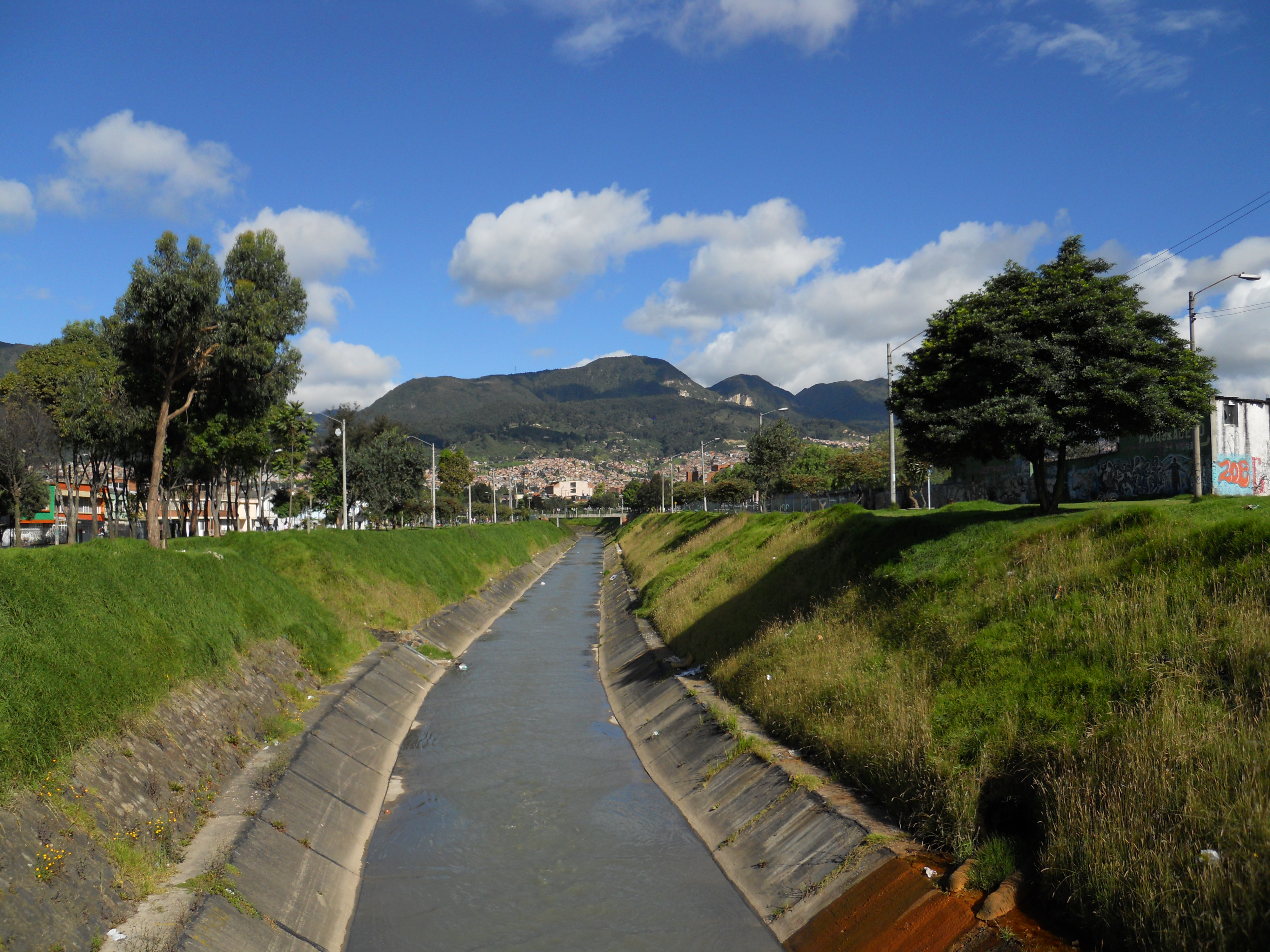
El río Fucha a la altura de la avenida Caracas.

Su río más importante es el río Bogotá, el cual corre a todo lo largo del costado occidental del área urbana y desde hace varias décadas presenta unos altos niveles de contaminación. Otros ríos importantes en la ciudad son el río Tunjuelo, que discurre por el sur de la ciudad, el río Fucha, El río Juan Amarillo (Salitre), los cuales desembocan en el río Bogotá. 
Varias quebradas y ríos menores circulan por la ciudad y se unen al cauce de los ríos Tunjuelo, Fucha y Juan Amarillo. Por ejemplo, el Juan Amarillo recibe numerosos afluentes como las quebradas Las Delicias y El Chicó, y los ríos Molinos y Negro.  Humedales como los de Guaymaral y Torca, La Conejera, Tibabuyes, Jaboque, El Burro y La Vaca conforman también el sistema hidráulico de la ciudad y forman parte de su estructura ecológica principal.
Las cataratas del Salto del Tequendama en Soacha, forman parte del río Bogotá y son un sitio turístico a las afueras de la ciudad, por su otrora esplendor. Finalmente el río Bogotá desemboca en el río Magdalena, a las alturas del municipio cundinamarqués de Girardot.La ciudad tiene un clima frío de montaña determinado por la altitud, cuyas temperaturas oscilan entre los 7 y los 18 °C, con una temperatura media anual de 14 °C. comparable al clima de la primavera septentrional.
Las temporadas más lluviosas del año son entre abril y mayo, y entre septiembre y noviembre, alcanzando los 114 mm/mes; en contraste, las temporadas más secas del año se presentan entre diciembre y febrero, y entre julio y agosto, en las cuales durante la noche y la madrugada se presentan fuertes heladas que afectan la agricultura. El mes de agosto suele ser muy soleado durante el día y acompañado de vientos.

## Región del Sumapaz
Bogotá posee una enorme reserva natural, llamada región del Sumapaz, que en sí misma es más extensa que la propia ciudad, allí está el páramo más grande del mundo ubicado a 3900 m s. n. m. y el parque natural del mismo nombre, además de tres corregimientos, que conforman la localidad número 20 de la ciudad.

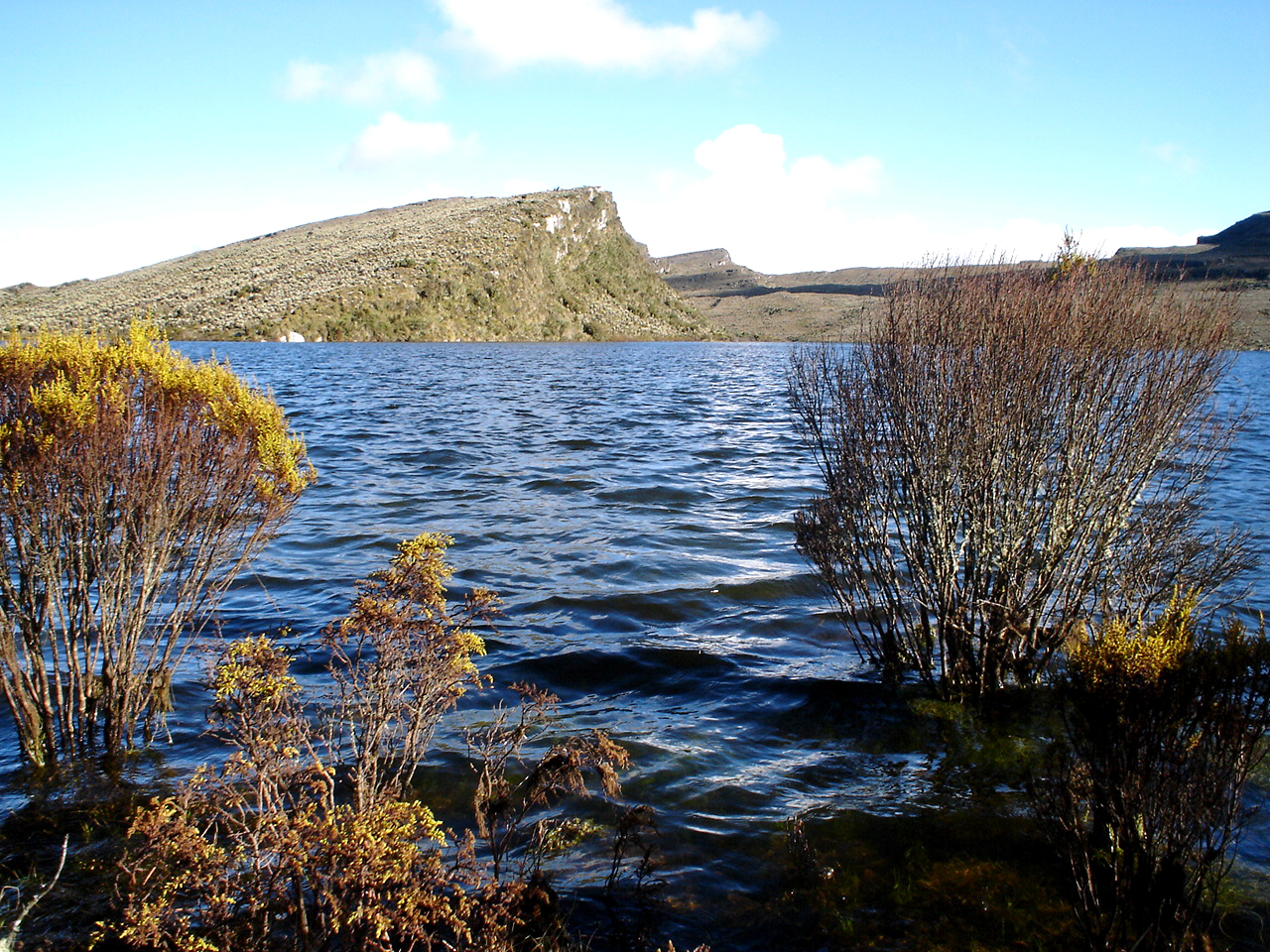
el páramo de Sumapaz.

Además aunque aún continúan siendo municipios dependientes del departamento de Cundinamarca, Soacha, Sibaté, Funza, Mosquera, Madrid y La Calera, que reúnen a una población de más de 900 000 habitantes, también conforman una misma zona urbana con Bogotá y están integrados totalmente a su territorio, hasta la llegada a las cataratas del Salto de Tequendama en el caso de la parte Sur.
También en sus cercanías hay municipios periféricos de fácil acceso desde el centro de Bogotá, como Facatativá, Chia, Cota, Choachí, Tabio, Tenjo, Gachancipá, Sopó, Zipaquirá (donde está la Catedral subterránea de Sal más grande del mundo), Guatavita, Cajicá y Tocancipá (donde se encuentra el Autódromo homónimo y el Parque Jaime Duque).

## Sismología
La zona en donde está ubicada la ciudad, la cual corresponde a la placa tectónica Sudamericana, presenta una importante actividad sísmica, que se evidencia con los terremotos que ha sufrido durante su historia, los últimos registrados el 13 de octubre de 1743, el 15 de julio de 1785, el 17 de junio de 1826 y el 31 de agosto de 1917. Esta actividad sísmica genera la creación de una meseta en donde queda ahora ubicada Bogotá, pero por ahora Bogotá se encuentra en lo que se llama una depresión sísmica o semimeseta.

## Clima

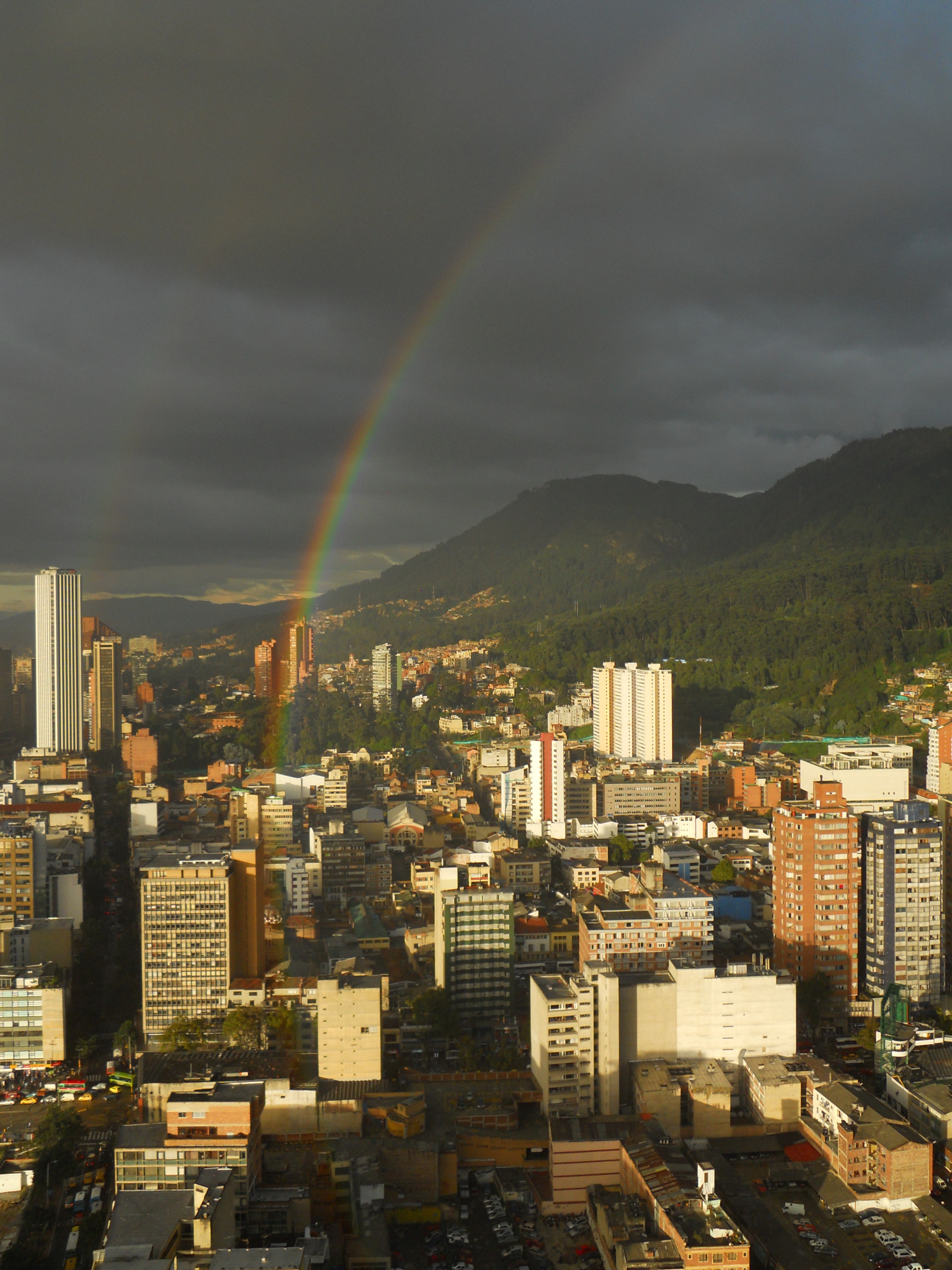
Durante el día las temperaturas de Bogotá oscilan entre los -3 y los 18 °C.

La ciudad tiene un clima frío de montaña determinado por la altitud, cuyas temperaturas oscilan entre los -3 y los 18 °C, con una temperatura media anual de 13 °C. comparable al clima de la primavera septentrional.
Las temporadas más lluviosas del año son entre abril y mayo, y entre septiembre y noviembre, alcanzando los 114 mm/mes; en contraste, las temporadas más secas del año se presentan entre diciembre y febrero, y entre julio y agosto, en las cuales durante la noche y la madrugada se presentan fuertes heladas que afectan la agricultura. El mes de agosto suele ser muy soleado durante el día y acompañado de vientos.